# Exo 90:2014
EXO 90:2014 es un programa de telerrealidad surcoreano interpretado por EXO y otros miembros de S.M. Rookies. El programa se emitió a través de Mnet. El primer episodio se estrenó el 15 de agosto de 2014. El anfitrión del programa fue Jun Hyun Moo.

## Antecedentes
EXO 90:2014 es un programa de telerrealidad en donde los miembros de EXO escogen los vídeos musicales de K-Pop más populares de los 90'. Los ídolos de los 90' de K-Pop visitaron a EXO y discutieron sobre música con ellos. Los S.M. Rookies (aprendices de S.M. Entertainment) llegaron a participaron en los vídeos musicales y actuaron en vivo en el programa.

## Invitados
| Episodio | Artista(s)                                 | Banda                                                   |
| -------- | ------------------------------------------ | ------------------------------------------------------- |
| 1        | Kangta                                     | H.O.T                                                   |
| 2        | Park Joon Hyung, Son Ho Young, Kim Tae Woo | g.o.d.                                                  |
| 3        | Lee Min Woo, Shin Hye Sung                 | Shinhwa                                                 |
| 4        | Jo Sung Mo                                 | ─                                                       |
| 5        | Brian Joo, Hwanhee                         | Fly to the Sky                                          |
| 6        | Kim Jong Min, Kim Jang Ryeol, Koo Jun Yeop | Koyote (Jong Min), DJ DOC (Jang Ryeol), Clon (Jun Yeop) |
| 7        | Lee Guk Joo, Ahn Young-mi                  | ─                                                       |
| 8        | Lyn, Bora                                  | Sistar (Bora)                                           |
| 9        | BoA                                        | ─                                                       |
| 10       | Lim Chang Jung                             | ─                                                       |
| 11       | Lee Hyun Do, Muzie                         | Deux (Hyun Do)                                          |

## Nueva versión de vídeos musicales
| Episodio | Artista        | Canción                      | Miembro de EXO |
| -------- | -------------- | ---------------------------- | -------------- |
| 1        | H.O.T.         | «Hope»                       | Chanyeol       |
| 2        | g.o.d.         | «어머님께 (To Mother)»       | Suho           |
| 3        | Shinhwa        | «Yo!»                        | Sehun          |
| 4        | Jo Sung Mo     | «Do You Know»                | Tao            |
| 5        | Fly to the Sky | «Missing You»                | Lay            |
| 6        | DJ DOC         | «Dance with DOC»             | Baekhyun       |
| 7        | S.E.S.         | «I'm Your Girl»              | D.O.           |
| 8        | Kim Min Kyo    | «The Last Game»              | Luhan          |
| 9        | BoA            | «No.1»                       | Chen           |
| 10       | Lim Chang Jung | «소주 한 잔 (Glass Of Soju)» | Xiumin         |
| 11       | Deux           | «In Summer»                  | Kai            |

- Datos: Q19794453